# Elachista exactella
Elachista exactella là một loài bướm đêm thuộc họ Elachistidae. Loài này có ở bán đảo Iberia, phía đông đến România, phía bắc through Pháp và the Benelux to Fennoscandia, phía đông through central châu Âu to vùng Baltic và miền bắc Nga.

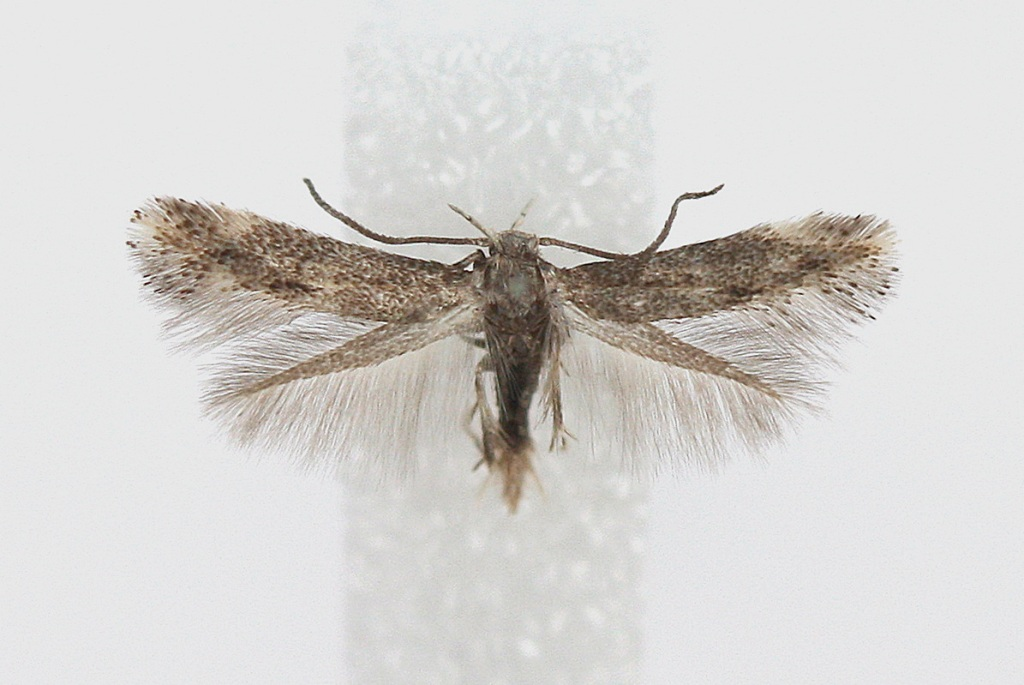
Male

Sải cánh dài 6–7 mm.
Ấu trùng ăn Deschampsia flexuosa.